# Humphrey Lloyd
Humphrey Lloyd   (Dublín, 16 d'abril de 1800 - Dublín, 17 de gener de 1881) fou un físic i matemàtic irlandès.

## Vida i Obra
Fill del matemàtic Bartholomew Lloyd que era professor del Trinity College (Dublín), ell mateix va estudiar en aquesta institució, en la que es va graduar el 1819 amb la medalla de ciències.

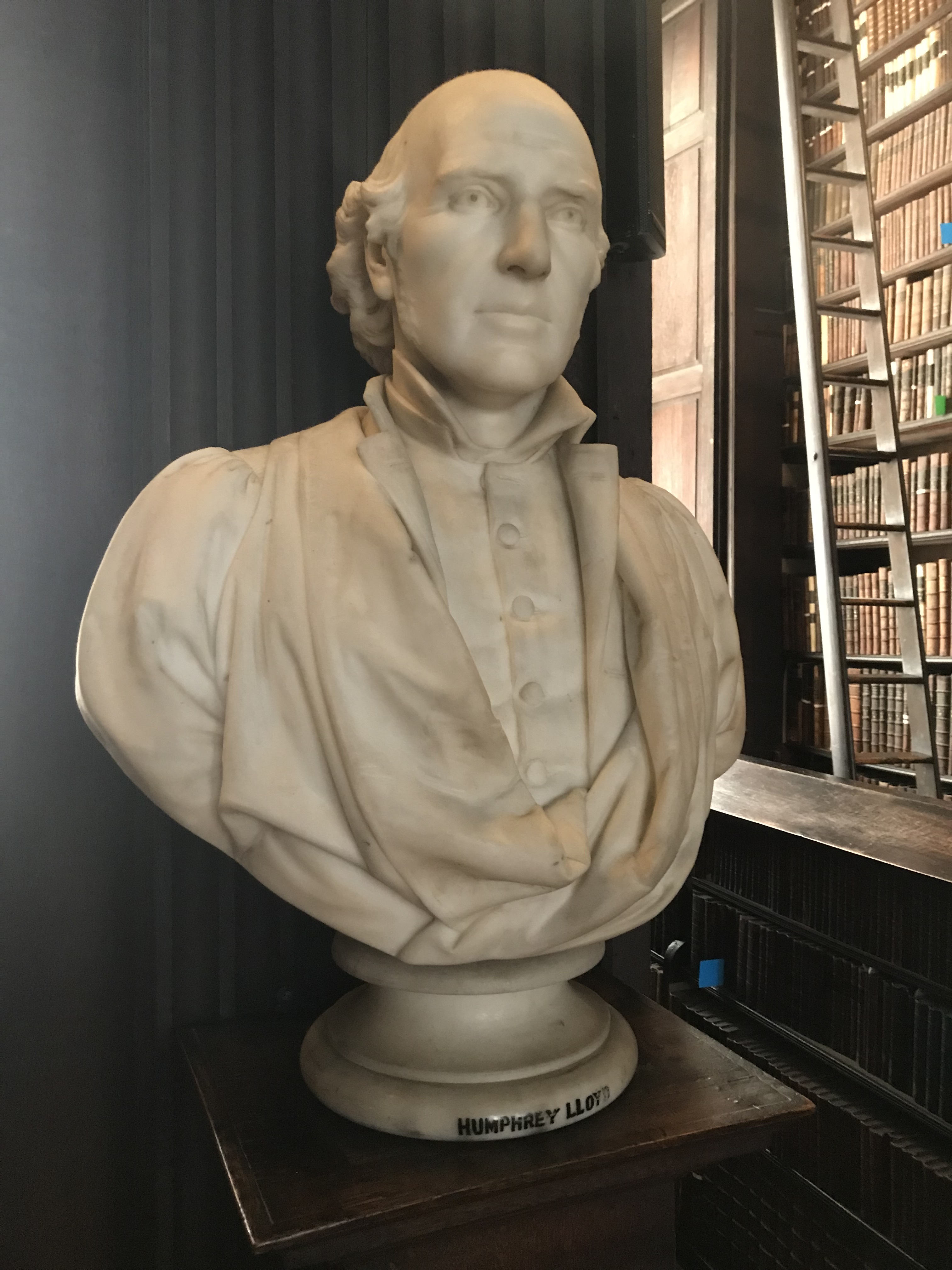
Bust de Lloyd a la Biblioteca del Trinity College de Dublín.

Va ser al Trinity College on va fer la seva carrera acadèmica: professor des de 1820, ocupa la càtedra de Filosofia Experimental i Natural el 1822, i el 1824 és nomenat junior fellow de la institució. El 1843 va ser nomenat senior fellow i el 1862 i 1867 va ser escollit vice-provost i provost, respectivament (càrrecs similars als de vice-rector i rector). Va conservar aquests darrer càrrec fins a la seva mort el 1881.
Els treballs més significatius de Lloyd van ser en òptica i en geomagnetisme. En el primer camp son notables els seus treballs experimentals sobre els efectes de l'anomenat Mirall de Lloyd: la radiació sonora submarina reflectida per la superfície del mar, com si fos un mirall, amb una imatge desfasada. El seu llibre més important en aquest camp, A Treatise on Light and Vision, es va publicar el 1831. A partir dels ants 1830's va començar els seus treballs en geomagnetisme, estudiant la dificultat de mesurar la declinació magnètica a latituds elevades.
Però potser la seva tasca més influent, com la del seu pare, va ser la de reformador del sistema educatiu universitari, impulsant el mètode experimental en els estudis.